# هدارد

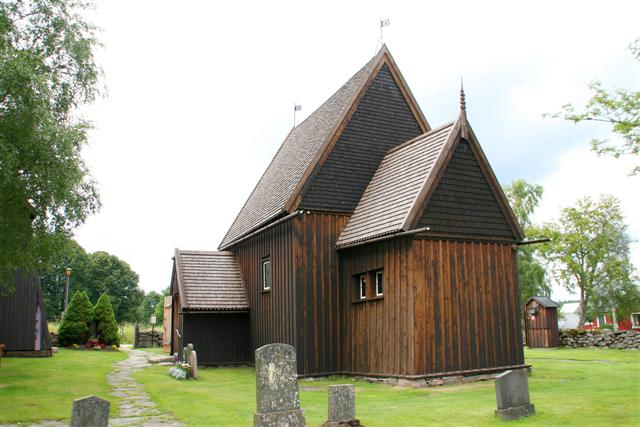
تصویری از یک خانه ی مسکونی در هدارد.

هدارد (به سوئدی: Hedared) یک منطقهٔ مسکونی در سوئد است که در بخش بوروس واقع شده‌است. هدارد ۰٫۵۶ کیلومتر مربع مساحت و ۳۵۳ نفر جمعیت دارد.